# Songhua Jiang Shang
Songhua Jiang Shang (xinès tradicional: 松花江上, pinyin: Sōnghuā Jiāng Shàng, literalment Pel riu Songhua) és una cançó patriòtica xinesa de la Guerra de Resistència. És coneguda tant a la República de la Xina (actual Taiwan) com a la República Popular de la Xina. Va ser escrita i composta per Zhang Hanhui.
La cançó descriu les vides de les persones que vivien al voltant del riu Songhua, després del Incident de Mukden de 1931 en la Xina del Nordest. El 1947, Dongbei Dianying Zhipianchang va fer una pel·lícula amb el mateix nom i temàtica.